# Adam Marian Pete

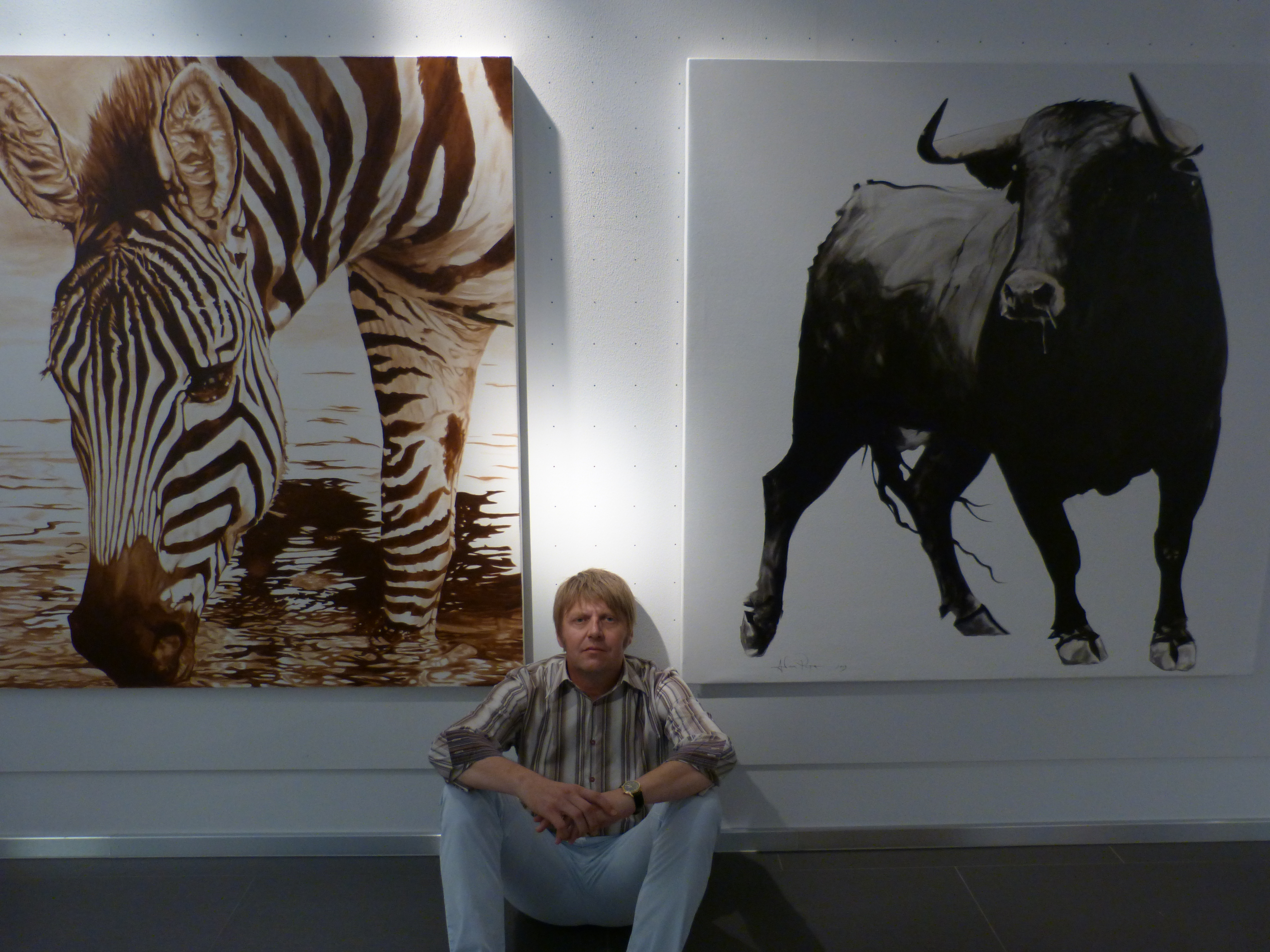
Adam Pete vor seinen Bildern in der Galerie Mensing

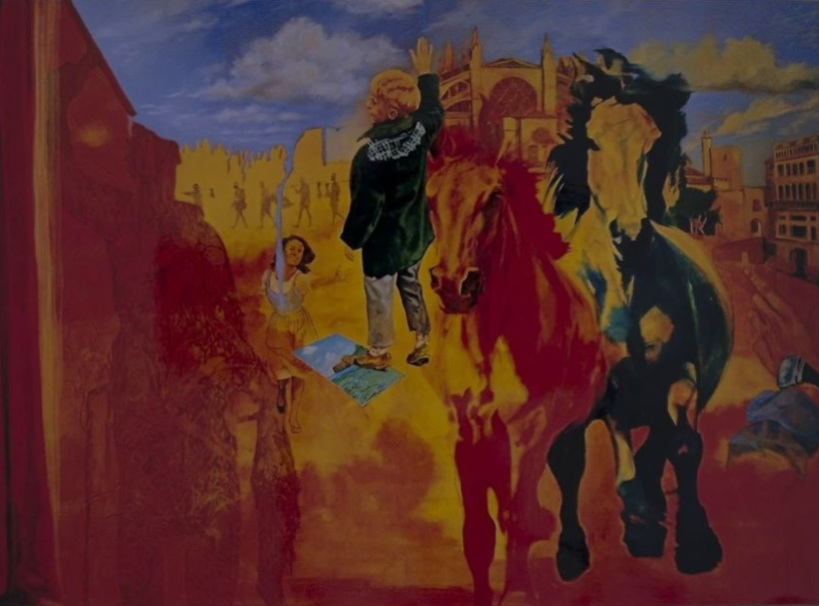
"Neue Ewigkeit"Gemälde, Acryl auf Leinwand 160 X 230 cm 2006

Adam Marian Pete (* 1966 in Tarnowskie Góry, Polen) ist ein deutsch-polnischer Maler, Zeichner, Lyriker und Performer.

## Leben und Werk
Adam Marian Pete erste Ausstellung seiner Arbeiten, initiierte Kulturhaus-Kolejarz im Jahr 1984 in seiner Heimatstadt Tarnowskie Góry, Polen. Der Mitbegründer der Gruppe Junger Künstler „Model“ unter der künstlerischen Leitung des Malers Stanislaw Filipiak bekam zum ersten Mal ein Forum zur Präsentation seiner Bilder und Gedichte.
Adam Pete wanderte 1985 von Polen nach Westdeutschland aus und besuchte in Fulda die Fachschule für Kunst und Gestaltung (Ferdinand-Braun-Schule), an der er 1988 sein Fachabitur machte. 1989 eröffnete er als freischaffender Künstler sein erstes Atelier und widmete sich ausschließlich der künstlerischen Arbeit. Seit 1998 lebt und arbeitet Pete in Palma auf der Insel Mallorca in Spanien. Er ist Vater von zwei Kindern (* 1996 und 2006).
Mittlerweile kann Adam Marian Pete auf zahlreiche Ausstellungen im In- und Ausland zurückblicken, darunter in der Webbs Gallery in London oder Ajuntamento Calvia, Galerie Mensing in Konstanz, München und Berlin sowie in der Harlekin Galerie in Luzern in der Schweiz.

## Werke und Ausstellungen (Auswahl)
- Kulturhaus-Kolejarz, Tarnowskie Gory (Polen) 1984,1985,1986 Einzelausstellung
- Osteuropäisches Kulturzentrum „Ignis“,Köln 1987
- Wandgemälde im Medienzentrum der Ferdinand-Braun-Schule, Fulda 1989
- „So viel Anfang war noch nie“ Verbotene Performance Universitätsplatz Fulda 1990
- Gründung und intensive musikalische und künstlerische Arbeit mit der Gruppe „Hübsche 1500 Polinnen“ späteren „Aschenberg“ Konzert Tournee und Happenings
- Herbst-Dichter Preis Galerie „Inny Śląsk“ Tarnowskie Gory (Polen)1991
- Dichterische Arbeit und Experimente unter dem Pseudonim „DADAM KNETE“
- Gründung der Kunstgruppe „Zeug“
- Künstler-Galerie Vordreau Museum Fulda 1992
- Galerie „SUB“ Hannover 1993
- Hotel Maritim, Fulda Einzelausstellung 1994
- Kunst bei Kunz, Kronberg Taunus, Einzelausstellung 1995
- Galerie „Raab“ Fulda, „Experiment Rhön“ Einzelausstellung 1996
- Gründung der „EIN-WERK-EIN KÜNSTLER-GALERIE“ Fulda 1997
- Galerie „Augenart“ Hamburg 1998 Einzelausstellung
- Ständige Ausstellung im Ofra Resort Hotel Mallorca, jetzt Lindner Hotel seit 1999
- Galerie Raab Fulda Einzelausstellung 2000
- Hotel Marriott, Hotel Galatzo Einzelausstellung 2001
- Ständige Ausstellung Resort-Hotel La Qinta-Menorca 2002–2004
- Bootshalle „Alter Hafen“, Hamburg 2003
- Galerie Placa Palma de Mallorca 2005
- Kultur Finca „Son Baulo“, Einzelausstellung, Lyrische Experimente mit Publikum-Autoren Abend 2006
- Gründung der Galerie Apogäum Soller Mallorca 2006
- „Genussmittel“ in Soller 2008[2]
- Kultur Finca „Son Baulo“ Einzelausstellung, Autoren Lesung 2010
- Ausstellungs Halle; Rathaus zu Calvia, Einzelausstellung 2011
- Golf Club „Son Gual“ Mallorca Dauerausstellung seit 2011
- Zusammenarbeit mit der Galerie Hella Maria Höfer Mallorca 2012
- seit 2013 Zusammenarbeit mit der Galerie Mensing
- Galerie Mensing München Einzelausstellung  2014
- Galerie Mensing Konstanz Einzelausstellung  2014
- Galerie „Inny Śląsk“ Tarnowskie Góry (Polen) „30 Jahre Kunst“  Jubiläumsausstellung 2014
- Galerie Mensing Palma, Hannover, Düsseldorf, Hamburg, Berlin Zeitraum von 2015 bis 2018
- Harlekin Galerie Luzern Schweiz 2020
- Harlekin Galerie Luzern Schweiz 2021